# Sevimli Ay
Die osmanische Zeitschrift Sevimli Ay (osmanisch سويملى آى; İA: Sevīmlī Ay; deutsch: „Schöner Mond“, „Lieblicher Mond“) war von 1926 bis 1927 der vorübergehende Titel der osmanisch-türkischen Zeitschrift Resimli Ay, die in Istanbul herausgegeben wurde. Es erschienen insgesamt sieben Jahrgänge mit 72 Ausgaben. Die redaktionelle Leitung der Sevimli Ay oblag der Journalistin Sabiha Sertel, die mit ihrem Ehemann Zekeriya Sertel, ebenfalls ein Journalist und Generaldirektor für Pressewesen der neuen Republik, den Vorgänger Resimli Ay 1924 in Istanbul gegründet hatte. Geprägt durch ihren Studienaufenthalt in den USA wollten sie gemeinsam mit anderen einflussreichen Intellektuellen zur Verbesserung der politischen und wirtschaftlichen Lebensbedingungen – insbesondere der türkischen Frau – sowie zur intellektuellen Bildung der türkischen Bevölkerung beitragen. Die Zeitschrift stellte somit ein Publikationsorgan für die sozialistischen und avantgardistischen Bedürfnisse der 1920er Jahre dar.
Die kritische Haltung Zekeriya Sertels gegenüber dem türkischen Staat im Rahmen der republikanischen Bewegung führte zu dessen Verhaftung im Mai 1925, sodass in der Folge Sabiha Sertel die finanzielle, redaktionelle und produktionsbezogene Leitung der Resimli Ay übernahm. Im Jahr 1926 musste die Zeitschrift aufgrund von staatlicher Zensur eingestellt werden und erschien die folgenden zwei Jahre unter ihrem neuen Titel Sevimli Ay. Ebenso wie ihr Vorgänger wurde Sevimli Ay monatlich publiziert und bestand aus insgesamt zwölf Ausgaben mit jeweils um die fünfzig großformatigen Seiten. Nach der vorzeitigen Entlassung Zekeriya Sertels aus dem Gefängnis wurde die Herausgabe der Zeitschrift unter ihrem ursprünglichen Namen Resimli Ay zwischen 1927 und 1938 – ab Oktober 1928 auch im neuen türkischen Lateinalphabet – mit einigen Unterbrechungen fortgesetzt.
Die bei der türkischen Bevölkerung beliebte Publikation behandelte die gesellschaftsbezogenen Themen in Form von Leitartikeln, Meinungsumfragen, Leserbriefen, Kurzgeschichten und Gedichten sowie Selbsthilfe-Artikeln. Neben der Beschäftigung mit konträren Aspekten wie Kinderarmut und Fabrikarbeit gegenüber Nachtclubs und Tanztrends nahm vor allem die Rolle der modernen türkischen Frau einen großen Raum ein. Glamouröse Illustrationen im Stil der Vanity Fair oder Vogue sollten ein weltoffenes Bild der Frau in der Öffentlichkeit zeichnen und spiegelten die urbane Elite von Istanbul wider.